# 森林退化

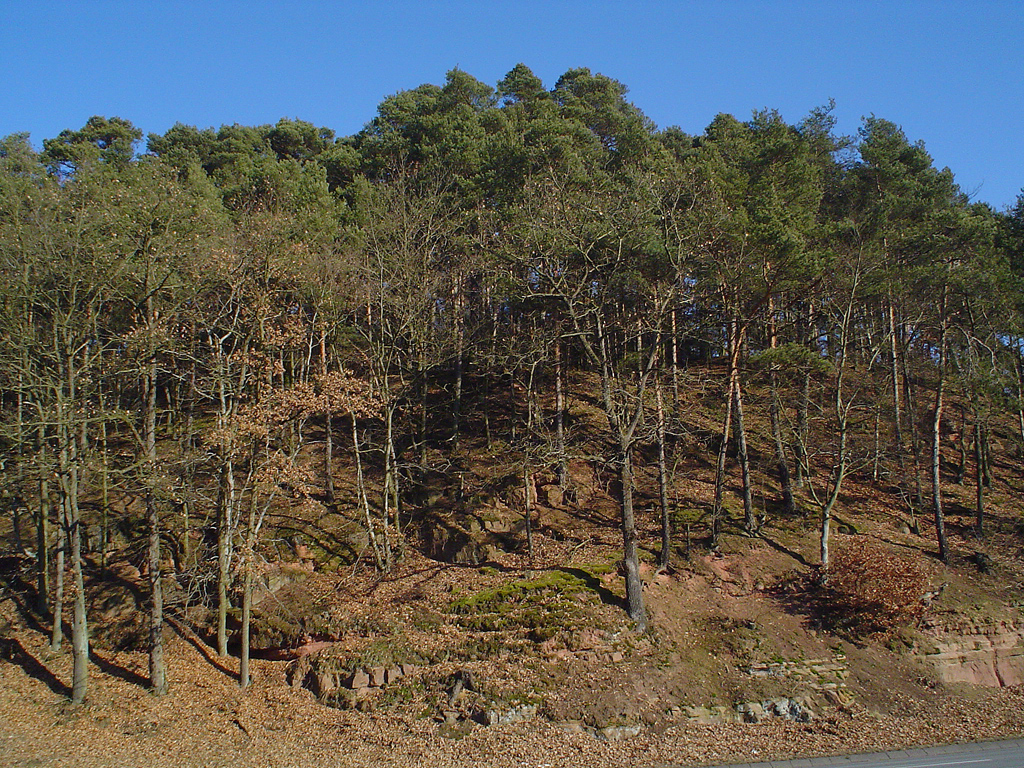

森林退化是指森林內的生態功能因某种或多种因素而弱化的過程。这不涉及森林面积的减少，森林仍然存在，但森林內的树木數量以及树木、植物或动物的种类逐步减少。森林退化使森林的价值降低。